# Гредасов, Михаил Васильевич
Михаил Васильевич Гредасов (род. 18 октября 2000, Челябинск) — российский гандболист, правый крайний гандбольного клуба «Чеховские медведи» и сборной России 2023.
Победитель первенства России среди молодежных команд (2019/2020) года, Двукратный серебряный призер первенства России среди молодежных команд (2018/2019 , 2020/2021) в составе команды Чеховские медведи-2. Бронзовый призер Суперлиги Олимбет 2023/2024 в составе гандбольного клуба «Зенит»

## Биография
Родился 18 октября 2000 года в Челябинске. Учился в школе № 17 и лицее № 97 в Челябинске, Училище олимпийского резерва № 4 в Чехове, Уральском государственном университете физической культуры и университете имени Лесгафта. Начал заниматься гандболом в 11 лет, его первым тренером был Миронюк Василий Васильевич. В 16 лет был приглашен в Училище Олимпийского резерва № 4, а тажке в команду «Чеховские медведи-2» тренируемые на тот момент Кочетковым Валерием Александровичем. В последствии обратил на себя внимание тренерского штаба молодежной сборной России, а затем и тренерского штаба основной команды «Чеховские медведи». В крайний год выступал в молодежной команде «Чеховские медведи-2» под руководством Мастера спорта международного класса Ковалева Дмитрия Сергеевича.
Выступал за молодёжные клубы «Динамо» (Челябинск) и «Чеховские медведи-2».
5 декабря 2020 года дебютировал в Суперлиге в составе клуба «Чеховские медведи».
Летом 2021 года подписал контракт с гандбольным клубом «Донские казаки — ЮФУ» выступавшым в Суперлиге, где забросил 56 голов тем самым помог команде занять 6 место в сезоне 2021/2022.
В 2022 году перешёл в команду «Зенит» многократным бронзовым и серебряным призером Суперлиги, с которой выступает в SEHA League. В сезоне 2022/2023 вошёл в символическую сборную первого тура как лучший правый крайний.
Мастер спорта России (2022).

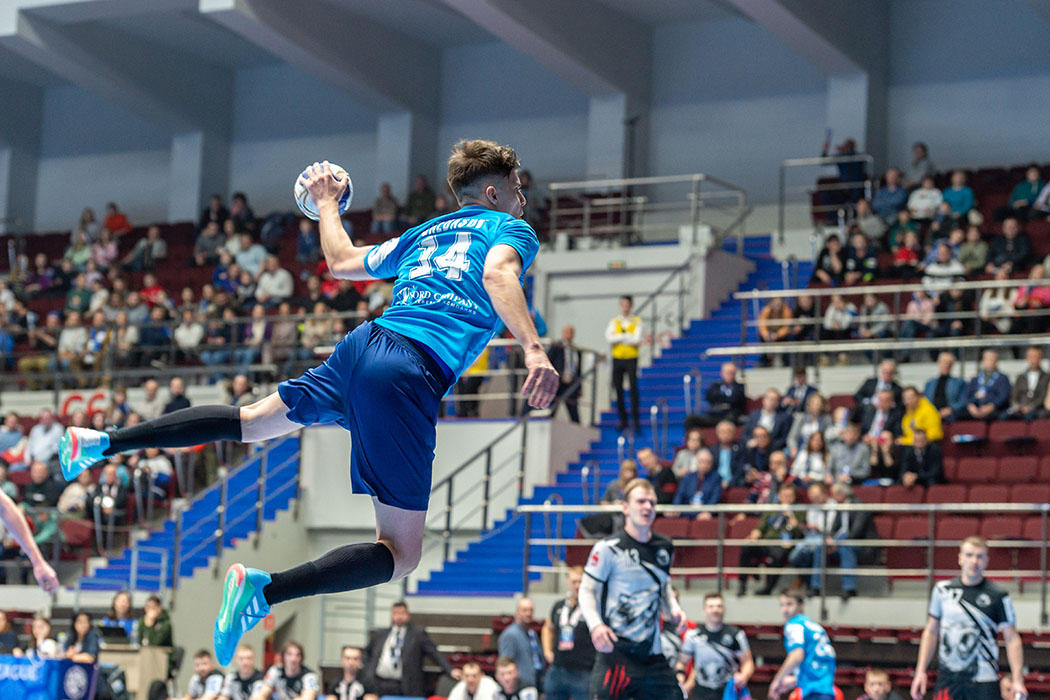

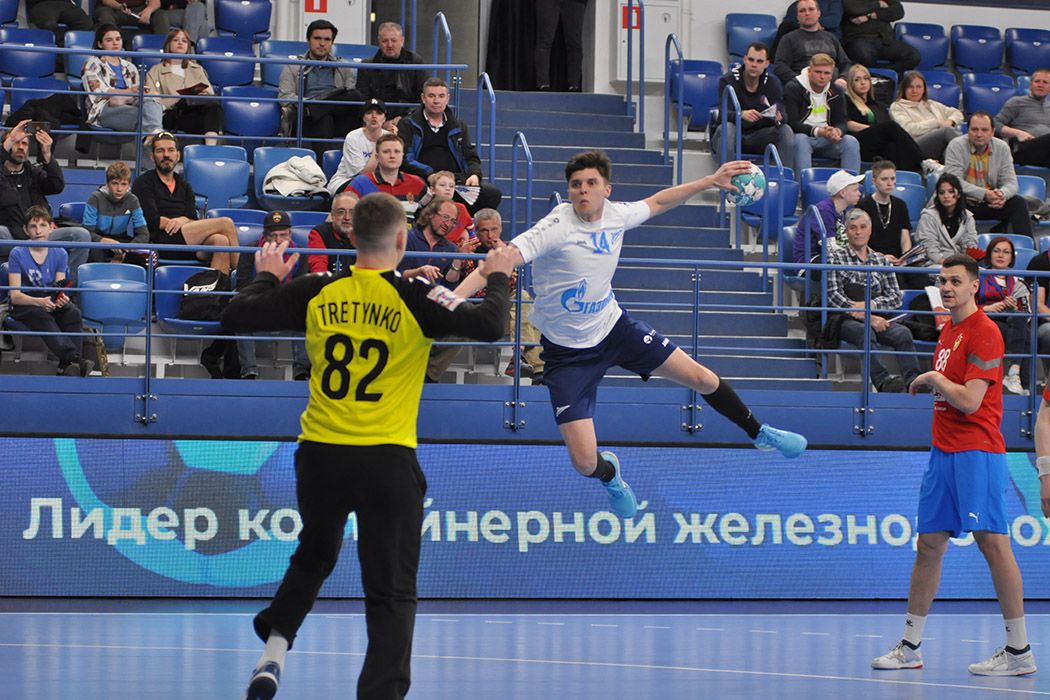

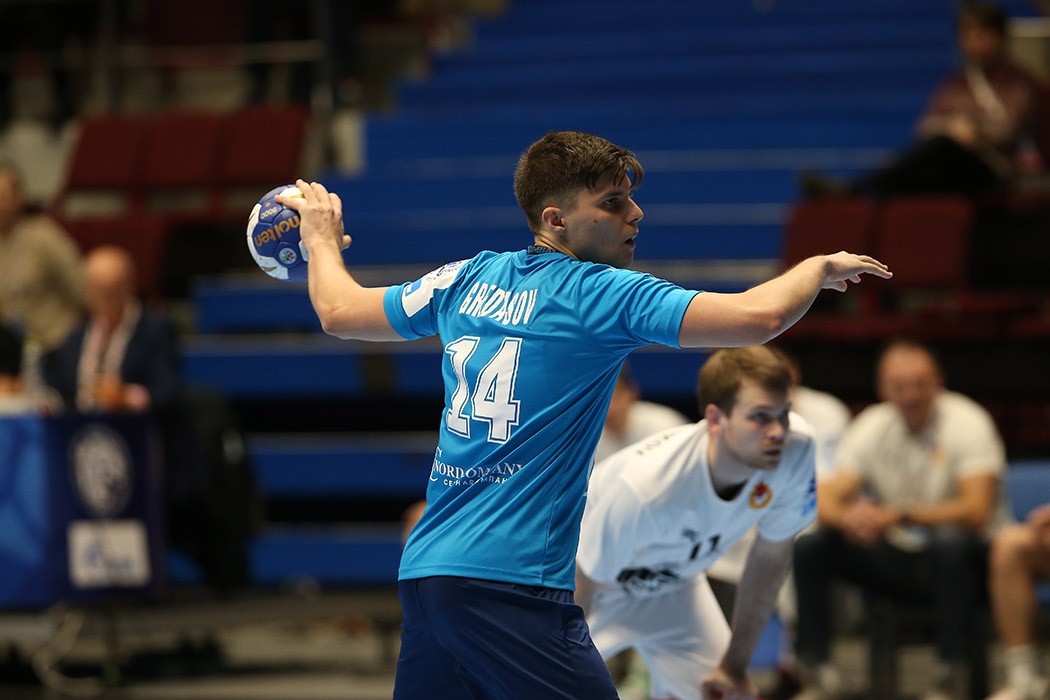

В 2018 году выступал за молодёжную сборную России. В 2022 году был вызван на сборы основной сборной России.

## Достижения
- Победитель первенства России среди молодёжных команд (2019/2020)
- Двукратный серебряный призёр первенства России среди молодёжных команд (2018/2019, 2020/2021)
- Лучший правый крайний первенства России среди молодёжных команд (2020/2021)
- Победитель V летней Спартакиады молодежи (юниорская) России 2021 года
- Мастер спорта России
- Награжден Министерством Физической культуры и Спорта Московской области за высокие достижения в сфере физической культуры и спорта знаком отличия «Спортивная доблесть» III степени
- Бронзовый призер Олимпбет Суперлиги сезона 2023/2024

## Социальные сети
- Инстаграм
- Вконтакте